# Hato-Lete (Ort)
Hato-Lete (Hatulete) ist eine osttimoresische Siedlung im Suco Maulau (Verwaltungsamt Maubisse, Gemeinde Ainaro).

## Geographie und Einrichtungen
Das Dorf befindet sich im Nordosten der Aldeia Hato-Lete, auf einer Meereshöhe von 1461 m. Hier treffen drei Straßen aufeinander, aus Maubisse, Tara-Bula und Ussululi. Seitenstraßen gehen nach Aihosan, Laca-Mali-Cau und Maleria. In Hato-Lete befindet sich eine Grundschule. Der Friedhof liegt weiter nordöstlich.